# Hamburger Bibel

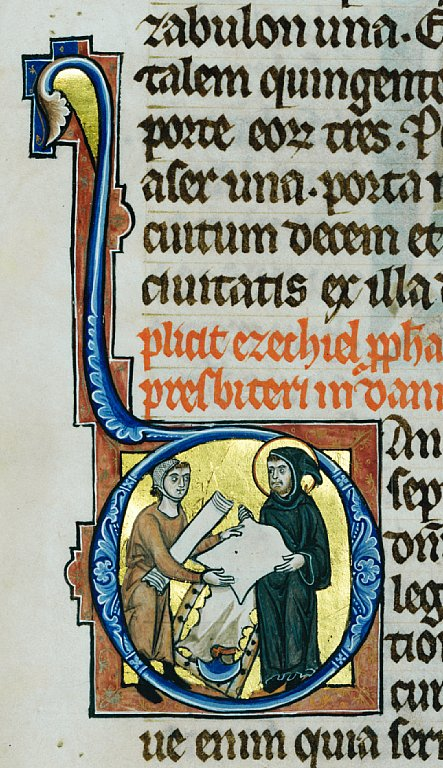
Hieronymus und der Pergamenthersteller

Die Hamburger Bibel, auch Bertoldus-Bibel genannt, ist eine dreibändige, großformatige, reich illustrierte Vulgata-Handschrift, die 1255 für das Hamburger Domkapitel angefertigt wurde. Sie befindet sich in der Königlichen Bibliothek in Kopenhagen (MS, GKS 4 2°, vol. I-III). Seit 2011 gehört sie als Zeugnis mittelalterlicher Buchkultur zum Weltdokumentenerbe der UNESCO.
Die drei Bände haben spätmittelalterliche Einbände und wiegen zusammen fast 40 kg. Die Größe der Seiten und der Umfang der Bände variiert etwas:
| Band | Blätter | Höhe (cm) | Breite (cm) | Inhalt                                                 |
| ---- | ------- | --------- | ----------- | ------------------------------------------------------ |
| I    | 242     | 52        | 32,5        | Genesis bis 2. Buch der Chronik                        |
| II   | 230     | 55,7      | 39          | Esra bis Maleachi                                      |
| III  | 218     | 45        | 31          | Erstes Buch der Makkabäer bis Offenbarung des Johannes |

## Überlieferung
Ein ansonsten unbekannter Schreiber Carolus fertigte die Vulgataabschrift 1255 im Auftrag des Hamburger Domdekans Bertoldus an. Das geht aus der in Versform gehaltenen Subscriptio hervor, die in allen drei Bänden enthalten ist. Wer die Illustrationen schuf, ist nicht überliefert.
Im Jahr 1784 wurde der ganze Bestand der Hamburger Dombibliothek versteigert. Der Auktionskatalog dieser historischen Sammlung umfasste 4798 Nummern. „Unter den Handschriften war eine Bibel in 3 Folio Bänden nach Hieronymus Version, auf Pergament im Jahr 1255 geschrieben.“ Bei dieser Auktion erwarb die Dänische Königliche Bibliothek die dreibändige lateinische Bibel für 63 Mark Courant; seither befindet sie sich in Kopenhagen.

## Bildprogramm

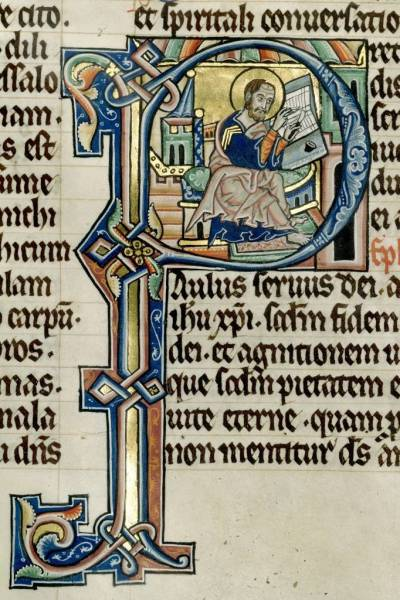
Schreibarbeit mit liniertem Blatt, Feder, Messer und Tintenhorn

Es gibt insgesamt 89 Initialen, die sich zwei Gruppen zuordnen lassen: Illustration des Bibeltextes sowie Darstellung der verschiedenen Schritte der Buchproduktion. Dass das Buch seine eigene Entstehung zum Thema macht, ist in der mittelalterlichen Buchmalerei selten. Die Illustrationen zeigen den Kirchenvater Hieronymus oder den Apostel Paulus bei diesen handwerklichen und künstlerischen Tätigkeiten:
| Band | Seite | Akteur            | Tätigkeit                                                                         |
| ---- | ----- | ----------------- | --------------------------------------------------------------------------------- |
| I    | 137vb | Hieronymus        | Einrichten und Linieren einer Seite                                               |
| II   | 38va  | Hieronymus        | Korrekturlesen einer fertigen Seite                                               |
| II   | 183ra | Hieronymus        | Einkauf beim Pergamenthersteller                                                  |
| II   | 195ra | Hieronymus        | Zuschneiden der Seite                                                             |
| III  | 125ra | Paulus            | Schreibarbeit mit linierten Bögen                                                 |
| III  | 133vb | Paulus            | Schreibarbeit mit Feder, Messer und Tintenhorn                                    |
| III  | 142vb | Paulus, Timotheus | Während Paulus schreibt, bereitet Timotheus die nächste Seite vor.                |
| III  | 165rb | Paulus            | Vorbereitung der Schreibarbeit, mit liniertem Blatt, Feder, Messer und Tintenhorn |

Die verschiedenen Autorenbilder, die in der Buchmalerei ein häufiges Thema darstellen und keine Besonderheit der Hamburger Bibel sind, wurden in dieser Übersicht ausgelassen. Der Realismus, mit dem die Produktionsschritte der Buchherstellung ins Bild gesetzt wurden, ist ungewöhnlich.

## Zugänglichkeit
Die Hamburger Bibel wurde auf verschiedenen Sonderausstellungen inner- und außerhalb Dänemarks einem größeren Publikum gezeigt. Für die Forschung ist sie im Hochsicherheits-Leseraum der Königlichen Bibliothek einsehbar. Die Digitalisierung der Handschrift ist wegen der Größe und des Umfangs der Bibel aufwändig und wurde 2011 für die kommenden Jahren angekündigt, mit Vorrang für die durch Buchmalerei illuminierten Seiten.